# 小見山直人
小見山 直人（こみやま なおと、1994年9月18日 - ）は、日本のダンサー、歌手、モデル。元lol-エルオーエル- のメンバーでリーダー。avex artist academy大阪校出身。

## 略歴

### 2015年
- 8月12日、1万人のオーディションの中から選ばれた、avexの大型新人として男女混成5人組グループ・lol-エルオーエル- のメンバーとしてメジャーデビュー。同年第57回日本レコード大賞にてデビュー曲『fire!』で新人賞を受賞を果たした。

### 2018年
- 5月15日〜、史上初！恋活アプリと連動した恋活アプリリアリティーショーAbemaTVオリジナル「アプリで恋して何が悪い」のスタジオレギュラーメンバーとして出演。

### 2020年
- 9月18日、自身初となる写真集「Complex」を発売。

### 2021年
- 12月13日、狩野英孝がMCを務めるABEMA「恋するメソッド」 season.3 #13に出演

### 2022年
- 9月14日、公開収録ゲストとして「えっ！？ボクがプロデューサーですか？(仮)」（岡山放送）に出演
- 9月18日、小見山直人のサイン会リリースイベント＠SHIBUYA TSUTAYA【東京】

- 10月16日、共愛学園前橋国際大学「シャロン祭」で行われたDa-iCE 和田颯さんの『ハヤラジ』公開収録に、小見山直人・honokaが出演

### 2023年
- 2月1日～5日、CBGKシブゲキ‼にて開催された舞台Creative Company Colors 10th Anniversary Stage『アンビエントボーダー』に羊谷翔役で出演。
- 3月2日、毎週木曜21時よりFM愛媛10代応援番組「カモ☆れでぃ★Night!」内、小見山直人の新コーナー『lol小見山直人のZENSHIN Baseball Dance』がスタート。直人が振付したBaseball Danceを通じて愛媛の中学高校を訪問&生徒を応援する内容となっている。
- 5月13日、二度目となるFCソロイベント「なおトランポリン」を開催。場所は、一回目と同じトランポリンパーク TRAMPON in door park 相模原店にて行われる。
- 5月14日、直人出演舞台「アンビエントボーダー」アフターイベントに出演。会場は、新宿ブロードバンドスタジオ。
- 6月2日、自身のInstagramで生配信を行い今年開催されるベストボディージャパンに出場することを発表。
- 6月12日、定期的に行っている、1対1のオンライン特典会「チェキチャ！」を直人・hibiki・mocaのメンバーで開催。
- 9月8日、小見山直人のバースデー記念FC恒例の GURUポン！販売開始。特賞ではオンラインサイン会など景品がたくさんあり9月28日まで開催される。
- 10月9日、横須賀芸術劇場・大劇場で開催された世界初の年齢別ボディコンテスト『BEST BODY JAPAN 首都圏大会』に出場し、モデルジャパン部門フレッシャーズクラス（18歳～29歳）で2位をおさめ、11月に東京で開催される日本大会への出場が決まった。
- 12月28日、フジテレビ「オールスター合唱バトル 今年のヒットソングから昭和・平成・令和を彩った名曲まで140人が熱唱！年末SP」に最強ボーカリスト合唱団のメンバーとして出演

### 2024年
- 7月12日〜、ABEMAのオリジナル恋愛番組『シャッフルアイランド Season5』に参加。
- 12月17日、小見山ファンクラブ限定カラオケパーティー「なおてぃー FC live 2025 ～なおてぃーの独り歌～」を開催。
- 12月29日(日)、フジテレビ「オールスター合唱バトル冬の名曲＆今年のヒット曲を140人が熱唱3時間SP」に最強ボーカリスト合唱団のメンバーとして出演

### 2025年
- 6月8日、フジテレビ「オールスター合唱バトル 冬の名曲＆今年のヒット曲を140人が熱唱3時間SP」に最強ボーイズ合唱団のメンバーとして出演
- 7月10日、直人の日にソロアーティストとして新たな活動をスタートすることが発表された。アーティストとしての活動に加え、ダンスや俳優業、アートなど多方面での活動にも取り組んでいくと決意。新たに公式ファンクラブ『小見山直人 OFFICIAL FANCLUB』をFanicon上に開設し、9月20日にファンクラブ限定のバースデースペシャルイベント『なおてぃー BIRTHDAY EVENT』を開催することも決定した。
- 8月10日、愛媛県松山市にて開催される「Baseball-Dance MUSIC Fes」に出演。
- 9月20日、ファンクラブ限定のバースデースペシャルイベント「なおてぃー BIRTHDAY EVENT」開催。
- 11月6日〜9日、舞台【惡祐 20th Project「月光花」】に出演決定。

## 人物
- 趣味:ダンス、筋トレ、韓国ドラマ鑑賞、デジタルアートを描くこと(最近学び中)
- 特技:ダンス[2]
- 自身のInstagramにて肉体美際立つショットを公開し、話題を呼んだ。[3]
- 幼少期は、プロ野球選手を目指していたが、肘を壊してしまって悩んでるときに、テレビでダンス番組を観てダンスをやりたいと思い avex artist academy大阪校に入学。[4][5][1]
- 2015年8月12日、1万人のオーディションの中から選ばれた、男女混成5人組グループ・lol-エルオーエル- のメンバーとしてメジャーデビュー。[4]
- 2025年3月20日には、専門学校大阪ビジュアルアーツ・アカデミーにてスペシャルダンスワークショップを開催、4月13日には2025年初夏放映予定のオールスター合唱バトル第7弾の最強ボーイズ合唱団の一員として、lol-エルオーエル-メンバーの佐藤友祐と共に参加することが番組公式Xアカウントより発表されるなど、グループ活動と並行してダンス、歌唱それぞれで個人においても活躍の場を広げている。

## 出演

### ウェブ番組
- 恋するメソッド Season3（2021年11月22日 - 12月13日、AbemaTV）
- シャッフルアイランド Season5（ABEMA）[6]

## 作品

### 写真集
- lol-エルオーエル- 小見山直人 1st 写真集 Complex（2020年9月18日、宝島社）ISBN 978-4299005373